# 트랩 (드라마)
《트랩》은 2019년 2월 9일부터 2019년 3월 3일까지 OCN에서 방영된 토일드라마이며, 드라마틱 시네마 프로젝트의 첫 번째 작품이다.
한편, 첫 방영을 1주 앞둔 2019년 2월 2일에는 주요 캐릭터의 소개와 주연 배우들의 인터뷰를 통해 미리보기 형식으로 스페셜 〈트랩: 사냥 일지〉을 방영하였다.

## 등장 인물

### 주요 인물
- 이서진 : 강우현 역 - 앵커
- 성동일 : 고동국 역 - 형사
- 임화영 : 윤서영 역 - 프로파일러

### 강우현의 주변 인물
- 서영희 : 신연수 역 - 우현의 아내, 현직 프리랜서 아나운서
- 오륭 : 홍원태 역 - 우현의 아나운서 아카데미 투자자
- 이주빈 : 김시현 역 - 우현의 비서
- 오한결 : 강시우 역 - 우현과 연수의 아들

### 고동국의 주변 인물
- 김광규 : 장만호 역 - 강원서 형사
- 조달환 : 배남수 역 - 강원서 신참 형사
- 장성범 : 박성범 역 - 강원서 막내 형사
- 이나라 : 박선미 역 - 고 형사의 전 처, 24시간 해장국집 사장
- 최명빈 : 고민주 역(아역:서은솔) - 고 형사의 딸

### 윤서영의 주변 인물
- 최홍일 : 경찰청 행정분석팀장 역 - 한국 프로파일링계 선구자

### 주변 인물
- 윤경호 : 마스터 윤 역 - 강원도의 산중에서 홀로 산장 카페를 운영하는 정체 불명의 인물.
- 성혁 : 사냥꾼 역 - 마스터 윤이 운영하는 산장 카페에 종종 출몰하는 프로페셔널 사냥꾼.

### 그 외 인물
- 오만석 : 사냥꾼 역
- 손지윤 : 부검의 역
- 최범호 : 수색팀장 역 - 고형사와 호형호제 하는 강원도 산악수색팀의 총 책임자.
- 장원형 : 호개 역 - 연변의 실력이 날센 조선족. 배형사를 죽인 진범.
- 한이진
- 최한결 : 준호 역 - 민주의 학교 친구로 자주 싸움.
- 이준희
- 오승찬
- 김우성
- 김미지
- 한결
- 박상혁
- 유필란
- 김원미
- 변희봉 : 김신우 역 - 4선 국회의원. 정치괴물이라 불리며 정치판에서 잔뼈가 굵은 다선 의원.
- 변성범
- 손지윤
- 임여은
- 양희우
- 김정수
- 여무영
- 남정희
- 강학수
- 고건령
- 홍예지
- 최재섭 : 고기자 역 - 강원도 작은 신문사의 기자. 고형사의 숨은 조력자
- 박진영 : 조 원장 역 - 그림이라면 사족을 못쓰는 정신병원의 원장
- 이시훈 : 이시훈 역 - 도련님. 국내 굴지의 대기업 막내아들. '어린 악마'라는 단어가 누구보다 어울리는 인물.
- 백지원 : 조여사 역
- 박재철
- 오창경 : 양덕철 역 - 서울지방경찰청 광역수사대장으로 강원청 강력계에서 맡고 있던 강우현 사건을 이관받는다.
- 이광세
- 곽민호 : 광수대 형사 역
- 조경훈
- 임여은
- 진현광
- 신원우
- 김재철
- 김문호
- 장대웅
- 이준성
- 김서연
- 이건구
- 장호진
- 이영주
- 이성우
- 박지연
- 권혁범 : 조여사의 부하 역
- 하회정
- 정제우
- 남신우
- 박철민
- 정명준
- 황주호
- 양경수
- 김민수
- 강은빈
- 서진원

## 시청률
최저 시청률과 최고 시청률은 시청률 조사회사와 지역별로 시청률에 차이가 있을 수 있습니다.
| 2019년 | 2019년   | 2019년             | 2019년     | 2019년      |
| 회차   | 방송일   | 부제               | AGB 시청률 | TNmS 시청률 |
| ------ | -------- | ------------------ | ---------- | ----------- |
| 1화    | 2월 9일  | 사냥꾼들           | 2.360%     | 2.7%        |
| 2화    | 2월 10일 | 두 얼굴            | 3.624%     | 3.7%        |
| 3화    | 2월 16일 | 1mm                | 2.800%     | 2.9%        |
| 4화    | 2월 17일 | 비밀과 거짓말      | 3.692%     | 4.1%        |
| 5화    | 2월 23일 | 블라인드 스팟      | 2.7%       | 2.8%        |
| 6화    | 2월 24일 | 헌팅 그라운드      | 3.893%     | 4.5%        |
| 7화    | 3월 3일  | 악마의 덫에 걸리다 | 3.992%     | 4.7%        |